# Raspall
Le raspall  est une modalité de style direct du jeu de pelote valencien.  Elle se caractérise par son jeu placé près du sol et non pas en hauteur. Le nombre de rebonds que fait la pelote n'a pas d'importance. Les règles du raspall exigent de gros efforts physiques car les joueurs doivent souvent s'incliner pour frapper la balle au sol..
Le rapsall peut être joué aussi bien dans la rue que sur un trinquet malgré les différences de terrain. Le Trinquet « El Zurdo de Gandia », qui a disparu en 2007, était considéré comme le haut-lieu de ce sport .
Cette modalité est la seule avec l'Escala i corda à compter des joueurs professionnels. Elle est très pratiquée dans les comarques situées au sud du fleuve Júcar, telles que Vall d'Alba, Safor,  Costera, Marina Alta ou Marina Baixa. Elle est aussi très populaire dans la Ribera Baixa.

## Matériel de jeu et pelote

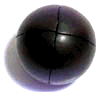
Pelote de vaqueta

Le Raspall se joue avec une pelote de vaqueta. Du fait de la dureté du jeu, les joueurs doivent protéger leurs mains avec soins, plus que pour les autres modalités de pelote valencienne. Ils doivent également porter des dés au bout des doigts.
Comme pour les autres modalités, les équipes sont en rouge ou en bleu, le rouge étant la couleur attribuée aux favoris ou aux mieux placés dans la compétition.

## Règles

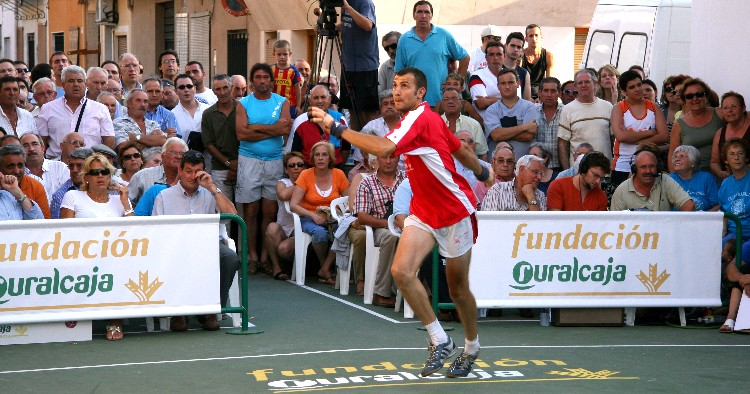
Service

Bien qu'il existe aussi des compétitions en individuel (matchs en tête-à-tête, 1 contre 1), le raspall se joue généralement en équipes de 2 ou 3. On peut jouer à deux contre trois si on estime qu'une des équipes est plus forte que l'autre ou si le terrain de jeu est plus difficile d'un côté que de l'autre. Dans le cas d'un jeu de rue, la zone de jeu devra avoir entre 70 et 75 pas de long et 15 pas de large à chaque extrémité.
Les parties de Raspall se jouent en 25 points (en trinquet) ou en 40 points (dans la rue). Ils sont comptés de 5 en 5, chacun d'eux est appelés « joc » (le gagnant est celui qui réussit 5 jocs). Chaque joc se compose de quatre « quinzes » (15, 30, val, et joc). Une égalité à 15 s'appelle quinze, une égalité à 30 s'appelle dos, et, comme dans l'Escala i corda, un quinze est soustrait s'il est lié à un val. Celui qui remporte le val remporte le joc et marque 5 points. On continue ainsi jusqu'à ce qu'une des deux équipes atteigne 25.
Les équipes sont placées face à face et doivent se renvoyer la pelote d'un coup de main. Quand l'équipe adverse ne parvient pas à renvoyer la balle il y a faute pour l'une et quinze pour l'autre. Si la pelote part dans un emplacement interdit il y a quinze direct. Ces coins sont la llotgeta et les galeries (pour le jeu en trinquet), ou derrière la ligne de quinze de l'équipe rivale (pour le jeu dans la rue).

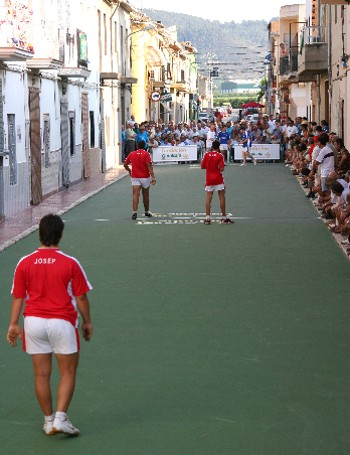
Partie de Raspall dans la rue

Une moitié de la rue (ou du trinquet) est nommée le traure, et l'autre le rest. La séparation n'est matérialisée par aucun trait ni aucun filet. Le quinze commence côté traure. Pour cela, dans un trinquet, on frappe la pelote sur le dau. Dans la rue, on la frappe sur un pavé de la ligne de quinze. La pelote peut indifféremment rouler ou rebondir mais, dans un trinquet, elle doit aller du fronton au rest en un seul bond.
Dans le jeu de rue, si la pelote part dans le public (ou dans les gradins pour un trinquet) elle est immédiatement arrêtée et replacée au milieu de l'aire de jeu, à la hauteur de sa sortie. La pelote est relancée à cet endroit. Dans le jeu de rue, elle est renvoyée de l'autre main. De ce fait, il est très déconseillé d'arrêter la pelote car l'autre équipe peut facilement la renvoyer au bout de la rue ou dans les galeries du trinquet.

## Public

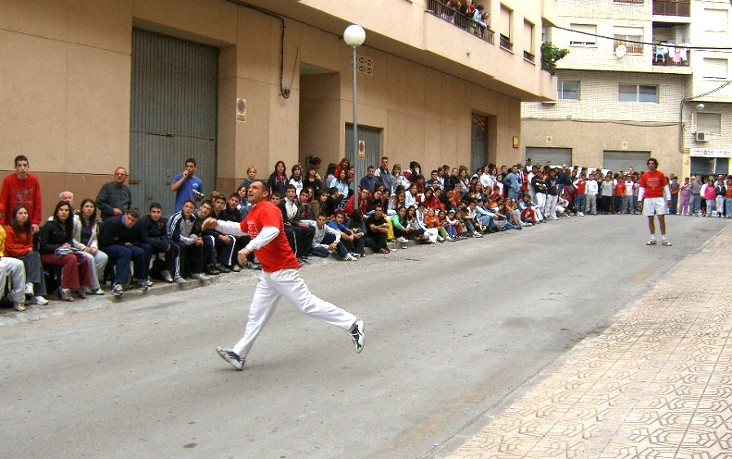
Partie de Raspall à Callosa d'en Sarrià

Une des caractéristiques de la pelote valencienne est la proximité du public avec l'aire de jeu, voir sa présence dans l'aire de jeu.
Dans le jeu de rue, le public se place sur les trottoirs et aux extrémités de la rue.
Dans un trinquet, les gens choisissent leur place. Les plus prudents se placent dans les galeries et les plus courageux s'assoient aux llotgetes. La majorité s'assied dans les gradins car,  dans le raspall, les pelotaris n'y envoient pas la pelote. 

## Compétitions

### Amateurs
- Championnat Autonome de Raspall de rue
- Championnat Autonome de Raspall en trinquet

### Professionnels
- Championnat par Équipes de Raspall
  - 2004, 2005, 2006, 2007, 2008, 2009 et 2010
- Championnat Individuel de Raspall
  - 2004, 2005, 2006, 2007, 2008 et 2009
- Trophée Fédération des communes de la Safor